# هيلدا بيتري
كانت هيلدا ماري إيزابيل بيتري (ني أورلين، 1871-1957) عالمة مصريات أيرلندية المولد وزوجة فليندرز بيتر»، الأب المؤسس لعلم الآثار العلمي. بعد أن درست الجيولوجيا، عُينت من قبل فليندرز بيتري في سن 25 كفنانة، ما أدى إلى زواجهما وشراكة العمل التي استمرت مدى حياتهما. سافرت هيلدا وعملت مع فليندرز بيتري لحفر وتسجيل العديد من المواقع في مصر، ثم في فلسطين. وشمل ذلك توجيه بعض الحفريات بنفسها، والعمل في كثير من الأحيان في ظروف صعبة وخطيرة لإنتاج نسخ من هيروغليفية الضريح والخطط، وتسجيل العمل من أجل التقارير إلى صندوق جمعية استكشاف مصر. عندما أسس فليندرز بيتري (المدرسة البريطانية للآثار في مصر) في عام 1905 في لندن، عملت كسكرتيرة وجامعة تبرعات لتأمين الدعم للمدرسة وحفرياتها المستمرة. شاركت هيلدا في الحفريات الأثرية والدراسات الاستقصائية طوال حياتها الزوجية، باستثناء فترة بينما كان طفلاها صغيرين. نُشرت أعمالها وألقت محاضرات عامة في لندن وأماكن أخرى.

## التعليم والحياة الأسرية
ولدت هيلدا ماري إيزابيل أورلين في دبلن في عام 1871، وهي أصغر خمس بنات من زوجان إنجليزيان مقيمان في أيرلندا، (ريتشارد) ديني أورلين وماري إليزابيث (ني أديس) أورلين. عندما كانت بيتري في الرابعة من عمرها، عادت عائلتها إلى لندن وتعلمت من قبل مربية مع أطفال آخرين من نفس العمر. عندما كبرت في السن، كانت تذهب عادةً في رحلات استكشافية على الدراجات مع صديقتها بياتريس أورمي. استكشفا الريف معًا، وزيارة الكنائس القديمة ورسمها، وصنع الأجسام التذكارية النحاسية. صديقتها الأخرى في الطفولة فيلبا فوسيت التي كانت والدتها السيدة ميليسنت فوسيت، رائدة في حركة حق النساء بالتصويت. ذهبت فيلبا لاحقًا إلى كامبريدج لدراسة الرياضيات وكانت أول امرأة تصبح «الرانغلر الأعلى مقامًا».
فضلت بيتري الحياة الريفية وكرهت لندن في البداية، ولكن مع تقدمها في السن استمتعت بزيارة متاحفها ومعارضها الفنية. خلال فترة سن المراهقة لها، كانت تُعتبر فتاة جذابة ذات شعر أحمر، وقد جلست كعارضه لفتاة صغيرة في اثنين من لوحات الرسام هنري هوليداي في مرسمه في هامبستيد والتي عرضت كثيرًا. درست في كلية الملك للنساء، حيث درست دورة الجيولوجيا للبروفيسور سيلي، وكانت في رحلات ميدانية مزودة بدفتر ملاحظات ومطرقة. وقد تلقت دورات في رسم صور طبق الأصل، وأظهرت فيه موهبة كبيرة.
عندما كانت في الخامسة والعشرين من عمرها، قدمتها هنري هوليداي إلى أستاذ علم المصريات فليندرز بيتري في كلية لندن الجامعية، والذي كان بحاجة إلى توظيف شخص يتمتع بمهارات النسخ الدقيقة التي اكتسبتها هيلدا في ذلك الوقت. أدى هذا التعارف إلى زواجهما في 26 نوفمبر 1896، حيث غادر الزوجان إلى مصر في اليوم التالي.
كان لعائلة بيتري طفلان، جون (1907-1972) وآن (1909-1989)، وعاشوا في هامبستيد، حيث توجد (العلامة الزرقاء للتراث الإنجليزي) الآن في موقع «5 كانون». وكان ابنهما جون فليندرز بيتري، عالم الرياضيات، الذي أعطى اسمه لـ«مضلع بيتري». في عام 1957 توفيت هيلدا نتيجة لسكتة دماغية في مستشفى الكلية الجامعي، على الجانب الآخر من الطريق حيث عملت هي وزوجها لتأسيس وتمويل أول مدرسة تدريب في إنجلترا لعلماء الآثار.

## مهنة أثرية

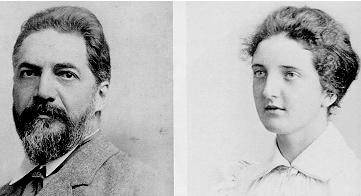
صور بورتريه لكلٍ من فليندرز بيتري وهيلدا بيتري تعود إلى الفترة تقريبًا وقت زواجهما في عام 1897.

غادرت هيلدا إلى مصر لأول مرة في 25 نوفمبر عام 1896، وكانت بعد ذلك ترافق زوجها إلى الميدان كل عام باستثناء فترة كان فيها ابنهما وابنتهما صغارًا. بعد قضاء بضعة أيام في القاهرة، بما في ذلك زيارة إلى الجيزة، سافرت عائلة بيتري إلى صعيد مصر كجزء من رحلة استكشافية للحفر بالنيابة عن صندوق جمعية استكشاف مصر في منطقة المقبرة خلف معبد دندرة، على بعد 70 كم شمال مدينة الأقصر.
خلال هذه الرحلة الاستكشافية، عملت هيلدا في عمق القبور العمودية التي نُقّب فيها، ونزلت نحو الأسفل باستخدام حبل لنسخ المشاهد والنقوش التي عثر عليها في أعماق الأرض. كان لأحد التوابيت الحجرية حوالي 20 ألف نقش هيروغليفي لتسجيله، وقضت هيلدا أيامًا مستلقية على الأرض لنسخها. تضمن عملها التسجيلي رسم مظهر الأواني والخرز والجعران الفرعوني وغيرها من الاكتشافات الصغيرة للحفريات، وأحيانًا تكتب المجلة اليومية التي تُرسل أسبوعيًا لإبلاغ اللجنة بالتقدم المحرز، ومساعدة فليندرز بيتري على كتابة تقارير الحفريات. لم يكن دورها يشمل إدارة الجانب المحلي للبعثة، التي تولاها فليندرز بيتري كما كان يفعل منذ سنوات عديدة، إذ من المتوقع أن يستمر من يحفر على الأغذية المعلبة وبسكويت السفينة.
ساعدت هيلدا في مسح الموقع أعمالُ التنقيب التي أجريت في عام 1898 لمواقع المقبرة في «العبادية» و«هُو». استخدمت لوحات «نقادة» لتحديد شكل الأواني والألواح والصوان، وبمجرد وضع فليندرز لهذه الاكتشافات على الخطة، كانت هيلدا مسؤولة عن تدوين رقم القبر الذي عثر عليه فيه في كل اكتشاف. أشار فلندرز بيتري إلى عملها في مقدمة تقرير التنقيب في ذلك العام: «كانت زوجتي معي طوال الوقت، حيث ساعدت في المسح والفهرسة ووضع علامات على الأشياء، ورسم جميع خطط المقابر المنشورة هنا»، استمر عملها في الموقع في الفترة 1898-1899، ورسمت جميع علامات الفخار تقريبًا ورتبت اللوحات، بالإضافة إلى القيام بالعمل المستمر للتسجيل وعناية الفخار، وترقيم الهياكل العظمية. وضعت خطة معقل في هذا الوقت من قبل عائلة بيتري.
في شتاء عام 1902، الموسم الأخير الذي قُضي في تنقيب أبيدوس، أعطيت هيلدا السيطرة على أعمال التنقيب الخاصة بها. ضم الفريق مارغريت موراي، والآنسة هانزارد، وفنانة، وهيلدا، وحاولوا إجراء تنقيبات صعبة وخطيرة بعد اكتشاف العام السابق لما بدا أنه اقتراب لمقبرة ضخمة تحت الأرض، اكتشفت في منطقة في الخلف معبد سيتي الأول، وكان الحفر العميق في خطر دائم نحو الانهيار، وعندما هبت الرياح، هدد الرمل الرخو والكتل الحجرية المتحركة العمال أدناه؛ تم التخلي عن العمل في نهاية المطاف. يلخص تقرير هذا العام لصندوق جمعية استكشاف مصر مساهمات هيلدا بيتري في العمل على هذا النحو:
«كانت زوجتي مشغولة بالرسم بعناية كل الموسم تقريبًا؛ لا سيما في ما يتعلق بالتعريف الممل لما يقارب 400 صوان، والنسخ طبق الأصل من النقوش».
في عام 1904، شاركت هيلدا بيتري في العمل في «إهناسيا»، حيث ساهمت بما يقرب من نصف كمية اللوحات الناتجة، وزارت بوتو. بقيت في العام التالي في سقارة لنسخ النقوش في بعض مقابر المملكة القديمة، كما فعلت مارجريت موراي في العام السابق. ذهبت من سقارة للانضمام إلى فلندرز بيتري ولينا إكنشتاين في موقع معبد على قمة تل في سرابيط الخادم، حيث كانت هناك أعداد كبيرة من الأحجار المنقوشة والتماثيل والبلاط. كان بعضهم في نص غير معروف حتى الآن، والذي كان يطلق عليه «سيناتك»، وكان عملها كناسخة موضع ترحيب. قامت هيلدا والموسوعية (متعددة جوانب الثقافة) لينا إكنشتاين البالغة من العمر 48 عامًا برحلة عبر سيناء برفقة مرشد واحد. كان على إكنشتاين أن تكتب عدة كتب عن وقتها الذي أمضته في سيناء.